# Puerto Arista
Puerto Arista es una pesquería y sitio turístico ubicado en la costa norte de Chiapas, en el municipio de Tonalá, en el litoral mexicano correspondiente al Golfo de Tehuantepec. Junto a Puerto Chiapas son las dos poblaciones con ese título en el estado. Si bien originalmente era un puerto como tal, la falta de idoneidad para los grandes buques de carga en algún momento orientaron la economía al turismo durante el siglo XX. Es un destino popular entre la población chiapaneca, ya que se encuentra cerca de la capital del estado Tuxtla Gutiérrez. Puerto Arista se ha mantenido como la playa más visitada de Chiapas y uno de sus destinos turísticos más populares, todo esto a pesar de la relativa falta de infraestructura turística sofisticada. Puerto Arista es el hogar de uno de los cuatro santuarios de tortugas marinas del estado, diseñado para ayudar a proteger a las diversas especies que vienen a poner sus huevos.

### Descripción
La pesquería de Puerto Arista está ubicada en el municipio de Tonalá, a veintidós kilómetros de la cabecera municipal y a dieciséis kilómetros de la Carretera Federal 200, tramo Tapanatepec-Talismán, a la que se accede por el Ramal a Puerto Arista. El área es parte de la región Istmo-Costa del estado, en sí misma parte del Istmo de Tehuantepec. Esta área costera es una franja de tierra encajada entre las montañas de la Sierra Madre de Chiapas y el Océano Pacífico. Como tal la región está principalmente llena de pequeños pueblos y ranchos con extensos pastos para el ganado, la principal actividad económica de esta región. Algunas de las comunidades cercanas incluyen a Cabeza de Toro, que se extiende a ambos lados de la carretera que une Puerta Arista y Boca del Cielo, ambas en la Laguna La Joya. 
La población de Puerto Arista se encuentra a ambos lados de un bulevar principal que corre paralelo a la playa. Esta carretera tiene varios nombres, como el Boulevard Zapotal y la Avenida Mariano Matamoros, pero se lo conoce comúnmente como "El Boulevard". La mayoría de los edificios a lo largo de este bulevar, especialmente en el centro de la ciudad, son negocios que atienden a los turistas, como hoteles, restaurantes y pequeñas tiendas. En el centro de la ciudad, se encuentra el faro construido en el siglo XIX. 
El transporte público está limitado a los autobuses que van a Tonalá y pequeñas camionetas y taxis colectivos a otros lugares.

### Historia
Originalmente llamada «La Puerta», su existencia se registró por primera vez en 1813, cuando las Cortes de Cádiz autorizaron al puerto para comerciar con Guatemala y otros puertos de Nueva España y Perú por 10 años. El 24 de abril de 1861, el presidente Benito Juárez lo declaró un puerto principal para la navegación costera y el comercio exterior. El puerto solía recibir mercancías desde Tonalá, erigiéndose como la plaza comercial más grande de Chiapas, a él llegaban mercancías nacionales desde Acapulco e importadas desde Alemania, Inglaterra, Nueva York, San Francisco, Hamburgo, Burdeos y Corinto. Los barcos daban la vuelta por Panamá, en donde aún no se inauguraba el canal, pero sí se transbordaban las mercancías por tierra. Los productos de Chiapas como la lima, pescado seco, índigo y maderas tropicales salían hacia sus destinos desde Puerto Arista. El 8 de octubre de 1874 se puso al servicio un andarivel para facilitar la navegación y comunicación con los vapores que atracaban. Los vapores anclaban a más de 500 metros de la orilla y a una profundidad de unas 300 brazas. La carga y la descarga se efectuaba en lanchones de 7 y 8 toneladas, servicio regenteado principalmente por la empresa Gout.
El 12 de enero de 1892 el gobernador del Estado, Emilio Rabasa le otorgó el nombre de «Arista», en honor del expresidente Mariano Arista. En 1893, el gobierno federal construyó un faro para advertir a los grandes transportistas de carga del área, debido a que sus aguas no se consideraban seguras para grandes embarcaciones. Anterior a eso, el servicio se improvisaba por medio de fogatas prendidas en las partes altas. A fines del siglo antepasado tocaban el puerto con toda regularidad cada mes vapores procedentes de Panamá, unos con escala en países centroamericanos y otros de San Francisco que recorría puertos nacionales. Cuatro líneas de navegación hacían este tráfico y eran: The Pacific Mail (Estados Unidos); The Pacific Stenamp (Reino Unido); Kosmos Line (Alemania) y la Compañía Naviera del Pacífico, S.A. (Nacional).
En el año de 1890 se construyó una vía ferroviaria por parte de la compañía inglesa The Mexican Pacific Railroad Limited, que comunicaba a la población con Tonalá. Al poco tiempo se suspendieron los trabajos para la creación de la línea férrea de San Jerónimo a Tapachula, quedando el material abandonado y suspendiéndose el servicio ferroviario. El 26 de junio de 1890 recorrió el tramo Tonalá - Puerto Arista la primera locomotora. En 1902 se iniciaron los trabajos de construcción del Ferrocarril Panamericano aprovechando el material abandonado en la Aduana de Puerto Arista. Para el 15 de septiembre de 1902 habían terminado 50 kilómetros desde Puerto Arista a la Estación Aurora (Arriaga). Luego se construyen las vías hasta San Jerónimo, mismas que se concluyeron en diciembre de 1903. La apertura al público y tráfico comercial fue hasta el 1 de noviembre de 1904. Antes de la apertura comercial, se hizo un recorrido especial de Puerto Arista a Jalisco, que era un tren de recreo y el cual perduró hasta su cancelación en 1908 por ser incosteable.
Con el inicio de operaciones comerciales y de transporte de personal, el Ferrocarril Panamericano — puesto al servicio el 1 de julio de 1908 desde Ixtepec hasta Suchiate — hizo que toda la actividad del puerto cesara. Desde entonces, la localidad perdió su función como puerto, con solo barcos camaroneros deteniéndose cerca. La economía del lugar se orientó al turismo aprovechando su localización y la importante producción pesquera del municipio. En 1953 siendo gobernador Efraín Aranda Osorio, se construyó la carretera Arriaga - Tonalá - Puerto Arista, aprovechando en el tramo de Tonalá al puerto el derecho de vía existente del tren para edificar la carretera. El 22 de marzo del 2009, siendo Gobernador Juan Sabines Guerrero, se reinauguró el Parque «Niños Héroes» de la localidad, construyendo un quiosco y locales comerciales. En el 2010, el Ramal Tonalá - Puerto Arista es ampliado con un acotamiento de 2 metros a ambos lados. Ese mismo año, una ola grande golpeó el área golpeando restaurantes junto a la playa, quitando docenas de establecimientos y barcos. La ola también erosionó más de un metro de ancho de playa en áreas. En el verano y noviembre de 2011, hubo algunos problemas con altos niveles de bacterias Enterococcus en el agua.
En 2015, se inaugura el monumento «La Tortuga» en la entrada a la playa, justo donde termina el ramal carretero de Tonalá. En agosto de 2021, un fuerte fenómeno de mar de fondo afectó las playas de Puerto Arista derribando muchas palapas y erosionando una varios metros tierra adentro la playa; a tal distancia llegaron las olas, que las bases del monumento «La Tortuga» quedaron en peligro de derrumbarse.

### Turismo
Puerto Arista se encuentra a 195 km de la capital del estado de Tuxtla Gutiérrez, por lo que es una escapada popular para esta ciudad. Aunque está lleno principalmente durante los períodos de vacaciones en México, como la Semana Santa y la Navidad, se vacía la mayor parte del resto del año, sigue siendo el área de playa más visitada del estado. Es uno de los sitios más visitados en Chiapas después de Palenque, San Cristóbal de Las Casas y Chiapa de Corzo. El área recibió 90,371 visitas totales en 2008. Durante el período de vacaciones de Navidad de 2009, el puerto recibió cerca de 2,000 visitantes en dos días, quienes gastaron alrededor de un millón de pesos con ocupación hotelera en aproximadamente el ochenta por ciento. En el verano de 2011, la ocupación hotelera promedio fue de 46.38% con 17,000 visitantes, en comparación con los 11,000 del año anterior. 

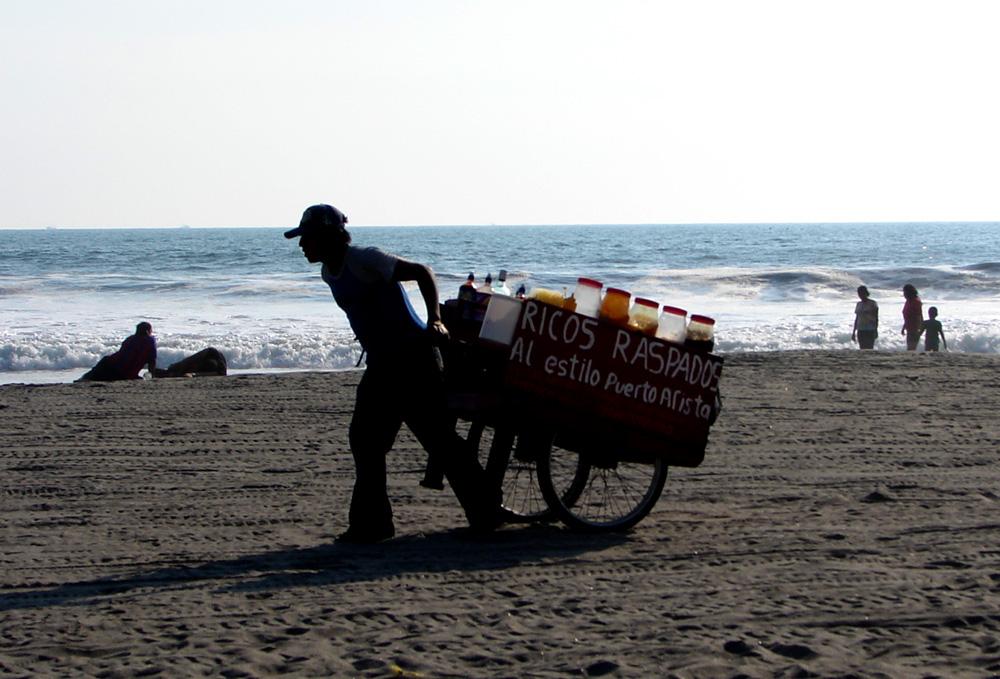
Vendedor en la playa de Puerto Arista una tarde de enero de 2011.

Puerto Arista tiene treinta y dos kilómetros de playas anchas con vista al mar abierto. Desde el área de la playa, los se puede apreciar los picos de la Sierra Madre de Chiapas en su plenitud, durante la primavera-verano por nubes de origen orográfico y durante el otoño-invierno por nubes originadas por el Efecto Föhn. El clima es cálido y semi húmedo, con la mayoría de lluvias de verano. La temperatura media anual es de 27 °C. La playa es de arena fina, gris, volcánica, rebaños de fragatas visibles. El surf puede ser pesado, pero esto no es común. Con la marea baja, el oleaje es más suave y seguro para nadar. Sin embargo, el aspecto más peligroso del agua son las corrientes de agua, capaces de llevar a la gente al mar. Estos ocurren principalmente más allá de la segunda línea de pausas de onda. No hay indicaciones sobre la seguridad de las aguas y no hay salvavidas profesionales. En 2008, 27 de los 41 incidentes de ahogamiento en Chiapas ocurrieron en Puerto Arista. 
La infraestructura turística se compone principalmente de hoteles básicos y restaurantes palapa simples que miran al océano. Hay hoteles exclusivos de hasta tres estrellas: Hotel Safari, Hotel Lucero, Aguamarina y Arista Bugambilias. Los restaurantes de Palapas están todos especializados en platos de mariscos, todos con menús y precios muy similares. Aunque hay un par de docenas de estos restaurantes, solo cinco o seis generalmente están abiertos en un momento dado. En la carretera principal cerca del faro, hay un puesto de comida que vende productos básicos mexicanos. 
Los alquileres de Todo Terrenos son populares, pero también hay alquiler de embarcaciones, equipos deportivos y campamentos. La playa fue el sitio de un evento relacionado con el Circuito de Voleibol de Playa NORCECA 2010. El equipo de fútbol profesional Guerreros del Atlético Chiapas utilizó el área para entrenar en 2011-2012. 

### Santuario "Playas de Puerto Arista"
El Santuario "Playas de Puerto Arista" es un Área Natural Protegida, creada el 29 de octubre de 1986 por decreto con 212.48 hectáreas y administrada por la Comisión Nacional de Áreas Naturales Protegidas (CONANP). Este Santuario de tortugas de Puerto Arista un programa de protección y preservación de tortugas patrocinado por el estado, ubicado a 2.5 km al oeste de la ciudad al lado del Hotel Villa Murano. Se encuentra en una propiedad con 500 hectáreas de manglares y playas. Es una de las cuatro instalaciones en el área junto con las de Boca del Cielo, Costa Azul y Barra de Zacapulco. 
Puerto Arista es una de las 144 playas en México donde las tortugas marinas vienen a poner sus huevos. También es una de las veintidós playas donde estos nidos de huevos experimentan un alto riesgo de ser saqueados. Además, las tortugas marinas han aparecido muertas en estas costas, generalmente atribuidas a la pesca ilegal, especialmente al camarón, con redes en áreas prohibidas. Todavía hay caza ilegal de tortugas y huevos de tortuga a pesar de una prohibición federal. 
La función principal del santuario es patrullar la playa a pie y con Todo Terrenos los para nidos de tortugas recién desovados con el fin de trasladar los huevos a los recintos protegidos. Más tarde, las crías son liberadas nuevamente al mar. Se le permite a los visitantes participar tanto en la recolección de huevos como en la liberación de las crías. Las actividades se realizan durante todo el año, pero la mayoría de las tortugas vienen aquí para anidan entre julio y noviembre. En 2008, el gobernador de Chiapas visitó el santuario para participar en la liberación de más de 7,000 neonatos para la inauguración del Centro Integral de Conservación. En ese año, se liberaron alrededor de medio millón, con 25,000 visitas. En 2010, el santuario fue casi abandonado, casi sin personal ni instalaciones deterioradas. Sin embargo, desde entonces, ha habido esfuerzos de rehabilitación. 
La zona de "Santuario Playas de Puerto Arista" se ubica dentro de la Región Marina Prioritaria Número 39 de la Comisión Nacional para el Conocimiento y Uso de la Biodiversidad CONABIO, identificada con el nombre "RMP No. 39 Puerto Arista", el cual se propone por su alta diversidad biológica, siendo un área de protección de tortugas y la última zona de marismas de todo el país. A la vez, se localiza dentro de la Región Hidrológica Prioritaria Número 32 de acuerdo a la CONABIO, identificándose con el nombre de "RHP No. 32 Soconusco", albergando recursos hídricos tanto lenticos como loticos, con alta diversidad de comunidades vegetales, aves migratorias y acuáticas, peces y crustáceos dulceacuícolas. El Santuario "Playas" de Puerto Arista se encuentra dentro de la Región Hidrológica "Costa de Chiapas" de la Vertiente del Pacífico, de la Comisión Nacional del Agua (CONAGUA). Así mismo, y de acuerdo a la CONAGUA se ubica dentro de las cuencas del Río Zanatenco y Cuenca La Joya.
El santuario proporciona hábitat a una gran cantidad de especies de aves residentes y migratorias, tanto terrestres como acuáticas, que están en peligro de extinción o en riesgo, tales como la Tortuga golfina (Lepidochelys olivacea), Tortuga laúd (Dermochelys coriacea), Tortuga verde (Chelonia mydas), Tortuga carey (Eretmochelys imbricata), Caimán (Caimán crocodilus), Cocodrilo americano (Crocodylus acutus), Ocelote (Leopardus pardalis), Tigirllo (Leopardus wiedii), Mapache (Procyon lotor), Oso hormiguero (Tamandua mexicana), Iguana negra (Ctenosaura pectinata), Tortuga gravada (Trachemys scripta),  cigüeña americana (Mycteria americana), garceta rojiza (Egretta rufescens), garza morena (Ardea herodias), garza-tigre Mexicana (Tigrisoma mexicanum), rabijunco pico rojo (Phaethon aethereus), paíno mínimo (Oceanodroma microsoma), garza agami (Agamia agami) gavilán cabeza gris (Leptodon cayanensis), aguililla rojinegra (Parabuteo unicinctus), halcón fajado (Falco femoralis), Perico frente naranja (Aratinga canicularis), Aguililla negra menor (Buteogallus anthracinus), Pato cucharón norteño (Anas clypeata), Cerceta ala azul, pato media luna (Anas discors), Pato golondrino (Anas acuta), así como algunos anfibios y reptiles. Un buen número de estas especies son indicadoras de la calidad del sitio, otras son migratorias, residentes, y algunas más se encuentran en algún estado de riesgo en términos de la NOM-059.
En cuanto a manglares, se tiene la presencia de Mangle negro (Avicennia germinans), Mangle rojo (Rhizophora mangle), Mangle botoncillo (Conocarpus erectus), Mangle blanco (Laguncularia racemosa).